# Cessna 340

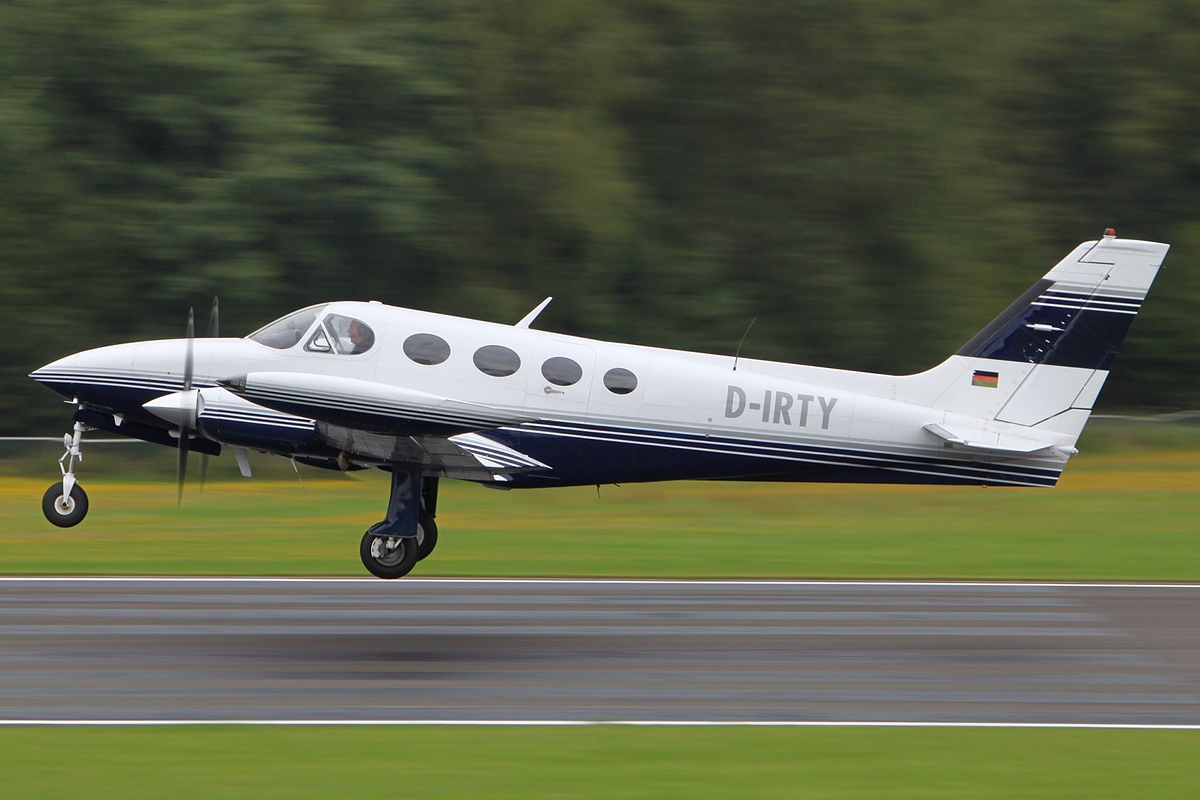
Cessna 340A II

O Cessna 340 é um avião bimotor a pistão fabricado pela empresa americana Cessna Aircraft Company, com capacidade para transportar até cinco passageiros. Foi desenvolvido a partir do Cessna 310 .
O Cessna 335 é uma versão sem pressurização do modelo 340.